# Tartarie
Ne doit pas être confondu avec Confédération tatare ou Tatarstan.
La Tartarie ou Grande Tartarie, en latin : Tataria ou Tataria Magna, est le nom donné par les Européens — entre le Moyen Âge et le XXe siècle — à la partie de l'Asie centrale et septentrionale s'étendant de la mer Caspienne et de l'Oural à l'océan Pacifique, et peuplée par les « Tartares », ou parfois Tata, nom générique donné aux peuples turco-mongols. Cette aire couvre la Sibérie, le Turkestan, la Mongolie, la Mandchourie et quelquefois le Tibet. La Tartarie désignait également, au XVIIe siècle, l'Empire mongol. Sa totalité a également été appelée Tartarie universelle.
L'idée de la Tartarie ou d'un Empire tartare est une construction historiographique du XVIe et XVIIe siècles et n'a jamais été une réalité politique. Son concept est progressivement déconstruit durant l'époque moderne jusqu'à son abandon définitif au début du XXe siècle.

## Concept

### Construction historiographique

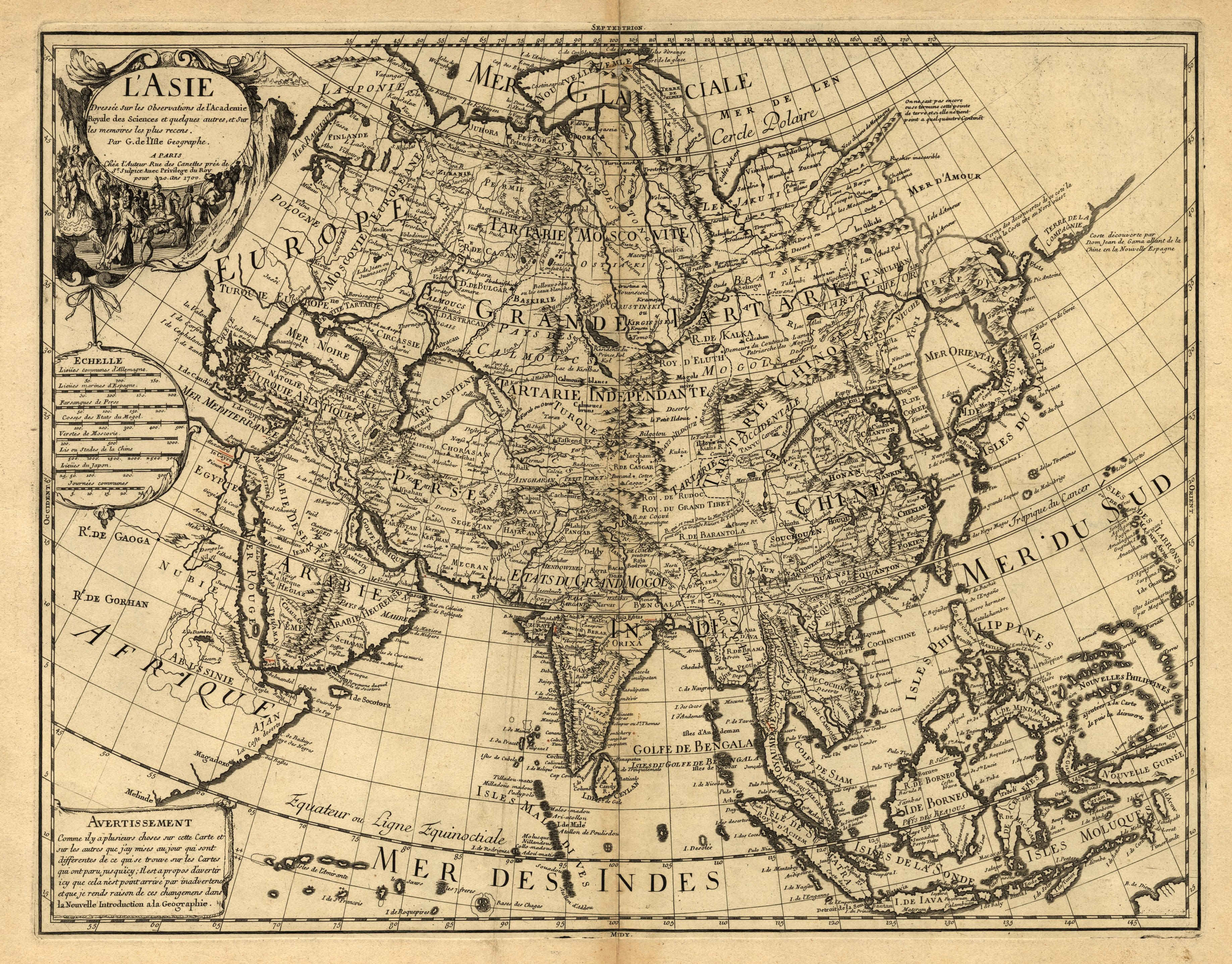
Carte de l'Asie du XVIIIe siècle désignant la « Grande Tartarie », incluant la Tartarie moscovite, la Tartarie indépendante et la Tartarie chinoise, qui inclut elle-même la Tartartie occidentale. La Petite Tartarie est quant à elle juste au-dessus de la mer Noire.

La Grande Tartarie ou Empire tartare, bien qu'il ne corresponde à aucune réalité politique ou institutionnelle, constitue un objet historiographique significatif dans l'histoire des représentations européennes de l'Asie centrale entre le XVIe et XVIIe siècles. Cette idée s'inscrit dans une tradition épistémologique particulière, reflétant les besoins et les contextes des auteurs qui l'établissent. En France, l’idée de cet empire est conceptualisée pour la première fois dans les années 1630, dans des textes visant à établir des continuités historiques entre Gengis Khan et Tamerlan.
Cette construction s’inspire des travaux historiographiques persans, notamment ceux des historiens timourides comme Mirkhond, dont les œuvres ont pour objectif de légitimer les successeurs de Tamerlan. Introduite en Europe à travers des traductions, cette vision est adoptée et adaptée par des auteurs comme Pierre Bergeron, qui, dans son Traité des Tartares (1634), utilise ces sources pour promouvoir l’idée d’une continuité impériale. Cette présentation répond à des impératifs politiques et économiques : la France cherche à établir des relations commerciales avec un Orient perçu comme unifié et puissant. En mobilisant des textes médiévaux et en ignorant les contradictions historiques, Bergeron façonne une représentation de la Tartarie comme une entité stable et cohérente.
L'étude de l’Empire tartare illustre une rupture dans l'organisation des savoirs entre la Renaissance et l'époque moderne. Alors que les approches antérieures cherchent à accumuler des récits disparates, le XVIIe siècle marque le passage à une logique de sélection des sources, comme le montre le travail de Bergeron. Cette méthodologie, qui privilégie les narrations utiles à un objectif donné, conduit à l’exclusion d’informations contradictoires, notamment sur les origines de Tamerlan et sur la structure réelle des pouvoirs en Asie centrale.
Cette dynamique s'inscrit également dans un contexte européen marqué par une redécouverte de l'Orient. En France, le développement des études orientales au XVIIe siècle, symbolisé par des figures comme Barthélemy d'Herbelot et Antoine Galland, permet une meilleure accessibilité aux sources persanes et chinoises. Ces auteurs, souvent liés par des réseaux de patronage, contribuent à structurer la représentation des Tartares en intégrant ces figures historiques à une vision élargie et globalisée de l’histoire eurasienne.

### Déconstruction

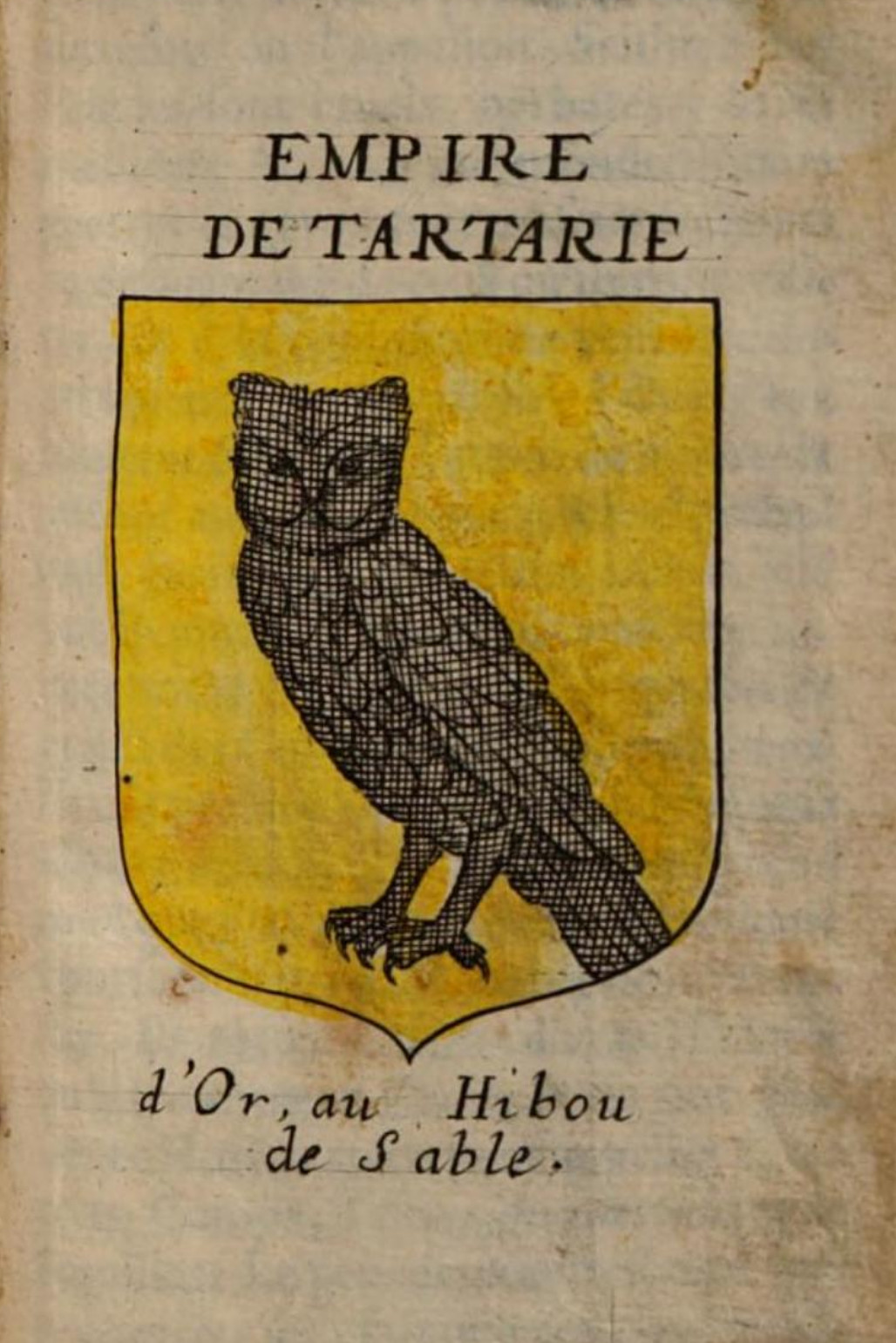
Armoiries de la Tartarie.

Au XVIIIe siècle, l'idée d'un empire tartare homogène est remise en question par l'élargissement du champ des savoirs, notamment par les avancées en ethnographie et en linguistique. Les explorations directes des populations de l'Asie centrale révèlent une diversité culturelle et linguistique incompatible avec la notion d'une unité tartare. Les subdivisions et la distinction entre les Tartares occidentaux et Tartares orientaux, bien qu'utile, reflète davantage une tentative de concilier des traditions divergentes qu’une réalité historique.
Des figures comme Abel-Rémusat marquent la fin de l'utilisation du terme tartare comme outil scientifique. Il souligne que ce terme, bien qu'utile dans la vulgarisation des savoirs, ne peut rendre compte de la complexité des peuples qu'il englobe. Cette reconnaissance met en lumière les limites des cadres explicatifs hérités et témoigne d’une évolution vers des méthodologies plus rigoureuses, basées sur les sources primaires.
Si l'idée d'empire tartare est abandonnée comme concept scientifique, elle influence durablement l’historiographie et la perception européenne de l’Asie centrale. Cette construction illustre la manière dont des dynamiques sociales, politiques et intellectuelles peuvent structurer des représentations historiographiques. Les débats linguistiques et ethnographiques du XIXe siècle, notamment autour des langues altaïques, trouvent en partie leurs racines dans ces réflexions sur l'identité tartare.
L'analyse de cette tradition met en lumière la nécessité pour les chercheurs contemporains de questionner les cadres théoriques hérités et de prendre en compte les contextes de production des savoirs. La remise en cause de l’idée tartare témoigne d’un tournant dans les sciences historiques, où la recherche de la précision et de la complexité supplante les simplifications globalisantes.

### Perception

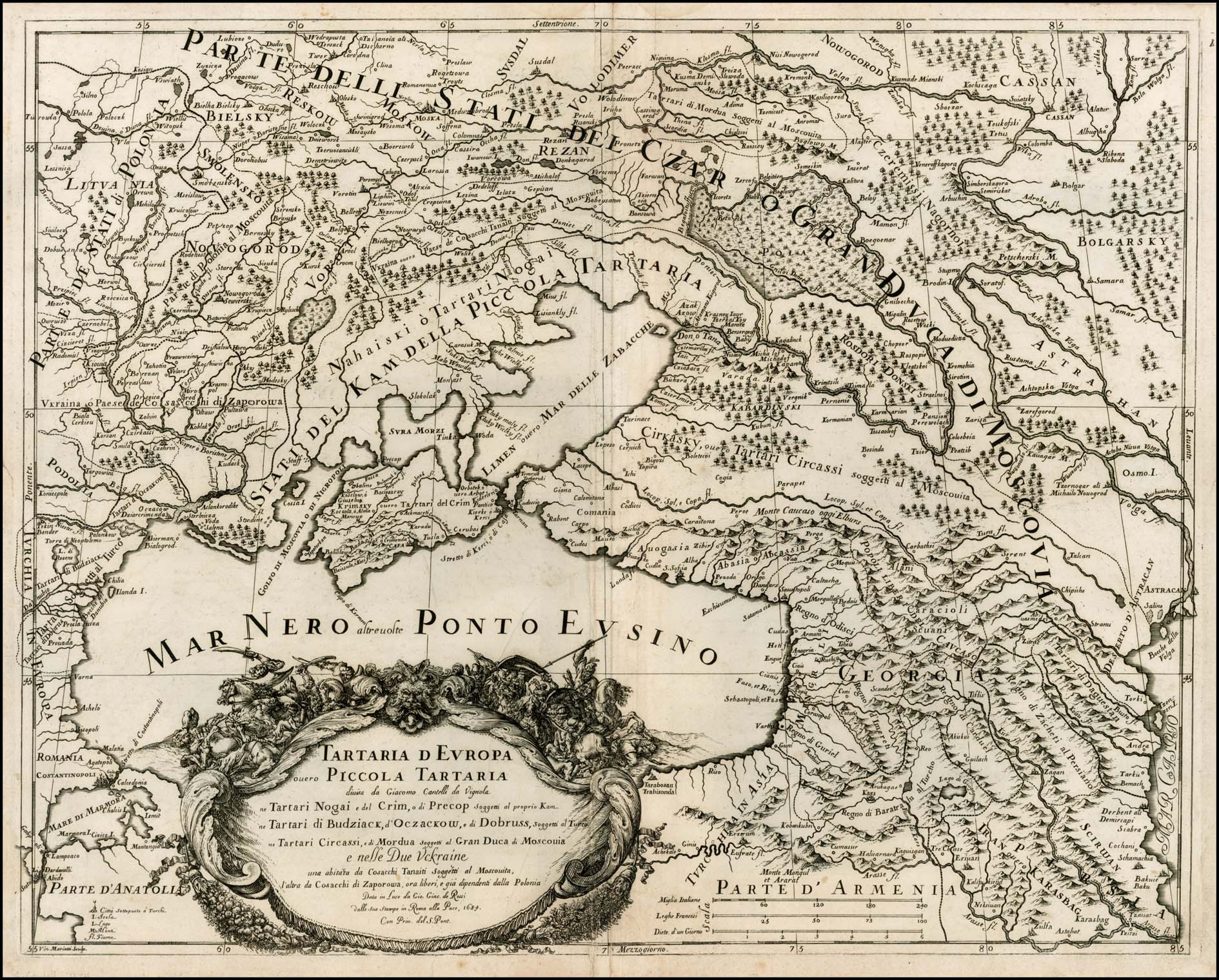
Carte de la petite Tartarie par Giacomo Cantelli.

La Tartarie désigne un ensemble de régions vastes qui représentent l'héritage des invasions mongoles et de l'Empire mongol. Le nom est influencé par l'opinion européenne négative sur ces régions et leurs habitants et consiste en l'ajout d'un « r » au nom Tatars par lequel se désignent ces peuples, suggérant dès lors le Tartare, un royaume semblable à l'enfer dans la mythologie grecque. Au XVIIIe siècle siècle, les conceptions de la Sibérie ou de la Tartarie et de ses habitants comme « barbares » par les écrivains du siècle des Lumières sont liées aux concepts contemporains de civilisation, de sauvagerie et de racisme.
Des perceptions plus positives émanent également du concept de Tartarie, évoquant des connaissances spirituelles absentes des sociétés européennes, Le théosophe et érudit George Robert Stow Mead cite les conseils du polymathe et voyant Emanuel Swedenborg  : « Cherchez le Mot perdu parmi les hiérophantes de Tartarie, de Chine et du Tibet ».

### Théorie conspirationniste moderne
Une interprétation moderne de la Tartarie comme une réalité politique distincte de l'Empire mongol ou comme un nom archaïque de l'Asie Centrale donne également naissance à une théorie conspirationniste quant à l'existence d'une civilisation avancée disparue ou cachée,. Cette théorie dite de la Grande Tartarie apparaît pour la première fois dans la nouvelle chronologie d'Anatoli Fomenko et est reprise par le nationalisme russe qui conssidère que la Tartarie est le véritable nom de la Russie dont l'histoire est malicieusement occulté par l'Occident,. La Société géographique russe a démystifié la théorie du complot comme étant un fantasme extrémiste et, loin de nier l'existence du terme, a profité de l'occasion pour partager de nombreuses cartes de la « Tartarie » dans sa collection.  
Depuis environ 2016, les théories du complot sur le prétendu empire perdu de « Tartarie » ont gagné en popularité sur Internet et au sein de la mouvance QAnon. Cette théorie interprète à tort des styles architecturaux mondiaux comme preuve d'un empire perdu et reflètent une nostalgie des styles traditionnels,. 

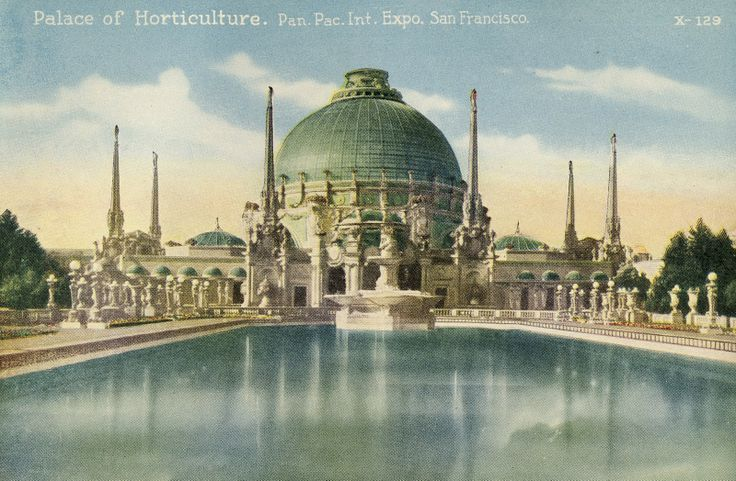
Le Palais de l'Horticulture construit pour l' Exposition internationale Panama-Pacifique en 1915

La version mondialisée de la théorie du complot est basée sur une vision alternative de l'histoire de l’architecture. Les partisans de cette théorie suggèrent que les bâtiments démolis tels que le Singer Building, la Pennsylvania Station et les terrains temporaires de l'Exposition universelle de 1915 sont en réalité les bâtiments d'un vaste empire basé en Tartarie qui a été supprimé de l'histoire. D'autres bâtiments, comme les Grandes Pyramides et la Maison Blanche, sont également présentés comme des constructions tartares. La Première et la Seconde Guerre mondiale sont toutes deux citées comme une manière dont la Tartarie a été détruite et cachée, reflétant la réalité selon laquelle les vastes campagnes de bombardement de la Seconde Guerre mondiale ont détruit de nombreux bâtiments historiques,. 
Zach Mortice, qui écrit pour Bloomberg, estime que cette théorie reflète un mécontentement culturel à l'égard du modernisme et une supposition selon laquelle les styles traditionnels sont intrinsèquement bons et les styles modernes mauvais. Il décrit la théorie comme « le QAnon de l'architecture ». Moritz Maurer, un érudit religieux, relie l'imagerie tartare à la théorie des « arbres géants », dans laquelle des buttes colossales et plates sont envisagées comme les souches d'« arbres mères » primordiaux abattus à un moment donné dans le passé par des agents néfastes inconnus. Maurer attribue l'absence d'un récit clair pour les deux conspirations aux médias sociaux basés sur l'image sur lesquels ils sont présentés, les décrivant comme une « culture des mèmes » et les comparant également à QAnon.

## Subdivisions
À cette époque, les occidentaux distinguaient généralement :
- La « Tartarie moscovite » à l'ouest[12] voir aussi Kalmoukie.
- La « Tartarie russe » ou « Russie asiatique », correspondant aujourd'hui à la Sibérie[13].

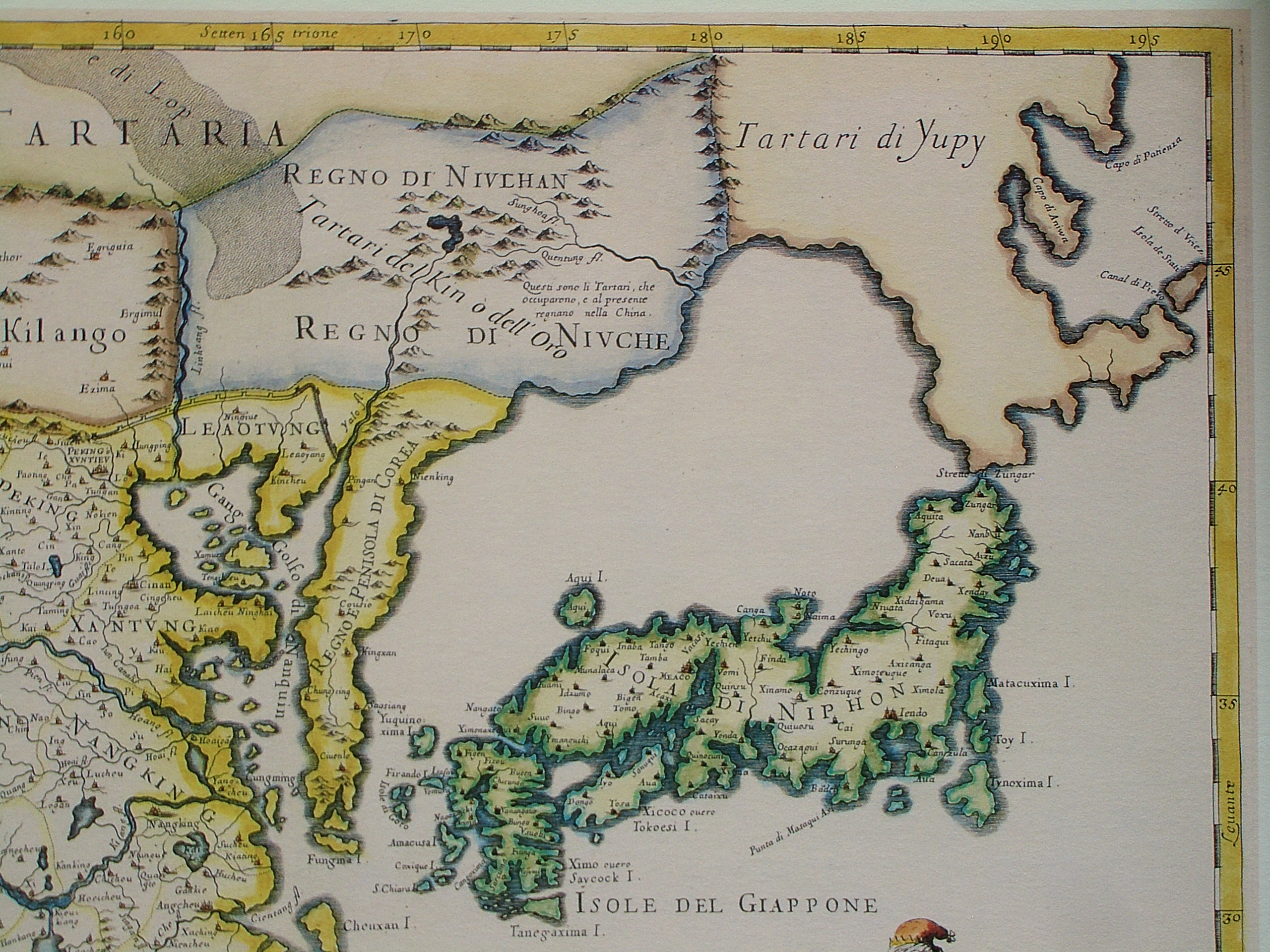
Tartari di Yupi.

- La « Tartarie de Youpi », italien : « Tartari di Yupi », réunissant en 1640, les îles de Sakhaline et l'actuelle île d'Hokkaido, séparé d'Honshu par le détroit de Dzungar (stretto di Züngar, détroit de Tsugaru), en référence à une ville de Züngar (aujourd'hui Tsugaru)[14].
- La « Tartarie chinoise », incluant à l'est, la Dzoungarie (appelé par les Anglais Turkestan oriental au XIXe siècle et aujourd'hui Xinjiang), la Mongolie, la Mandchourie, Sakhaline, l'actuelle province de Qinghai (ou Kokonor), le Tibet, et le petit Tibet (ou Ladakh), inclus dans l'Empire Chinois[15],[16],[17] ;
- la « Tartarie indépendante », à l'ouest, (le Turkestan occidental) qui ne faisait partie ni de l'Empire russe, ni de l'Empire chinois[15] ;
- La « Petite Tartarie » ou « Tartarie d'Europe » désignait les contrées situées sur la mer Noire et conquises par des populations turco-mongoles (Crimée, Caucase, Daghestan, etc.) : voir khanat de Crimée.

Athanasius Kircher parle également dans son ouvrage La Chine illustrée de Tartarie cistérieure et de Tartarie majeure.

### Tartarie chinoise

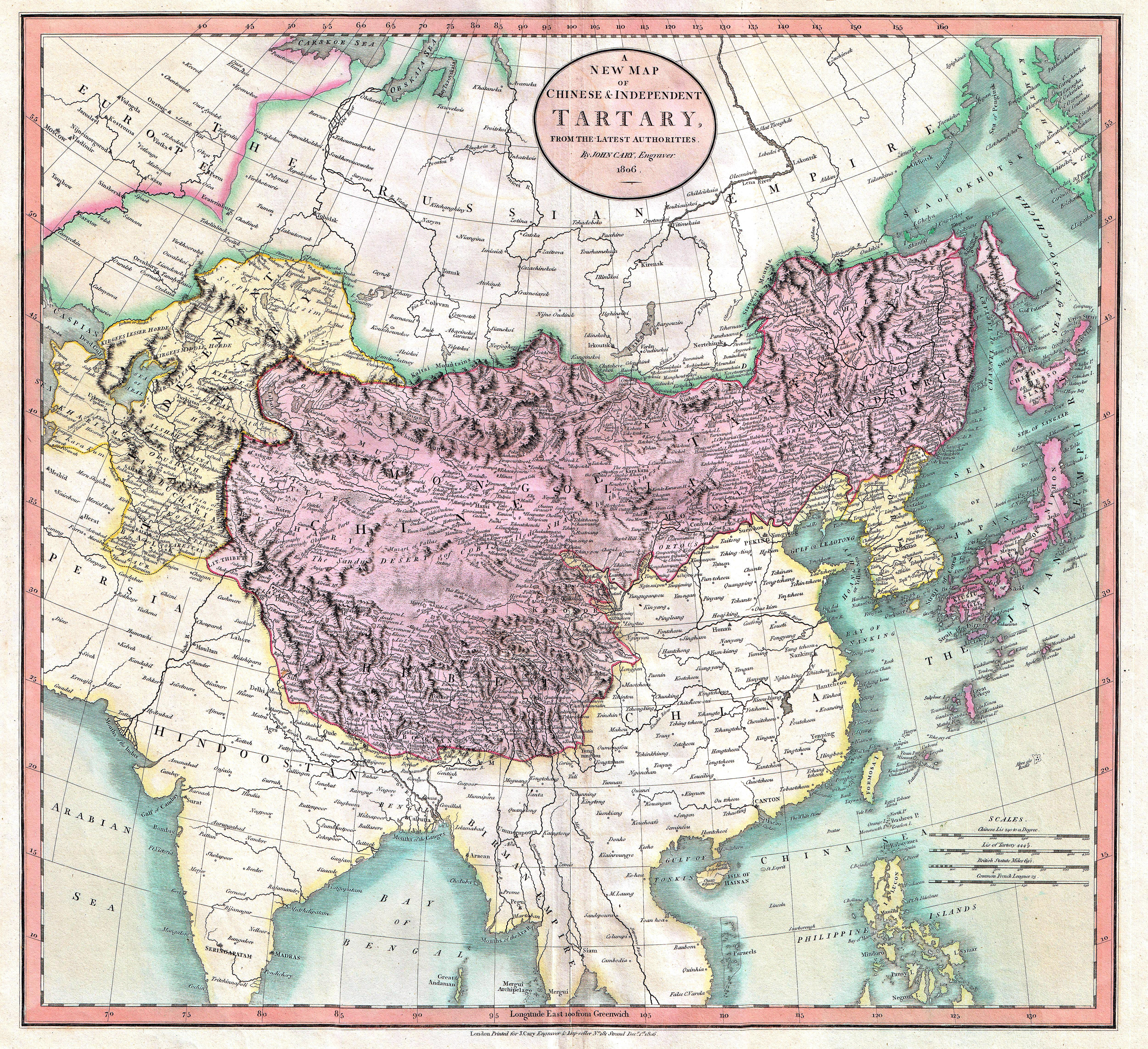
Carte de la Tartarie indépendante (en jaune) et de la Tartarie chinoise (en violet), en 1806 par le cartographe britannique, John Cary.

En 1806, sur la carte de John Cary de la Tartarie indépendante et de la Tartarie chinoise, on peut noter que :
- La ville de Xining (notée Siningeci sur la carte, en chinois : 西宁市, xīníngshì) sur la carte, actuelle capitale de la province de Qinghai, n'était pas considérée comme partie de la tartarie chinoise ni du Qinghai. Le Qinghai était encore appelé de son nom en mongol « Kokonor » (Khökh nuur), nom donné par les mongols au lac Qinghai et alors intégré à la Tartarie chinoise.
- Le Népal (« Napaul » sur la carte) et le Bhoutan (« Bootan » sur la carte) sont inclus dans la région du Tibet (« Thibet »).
- Le Ladakh également sous le nom de « Petit Tibet » (« Little Tibet » en anglais, LIT. THIBET sur la carte).

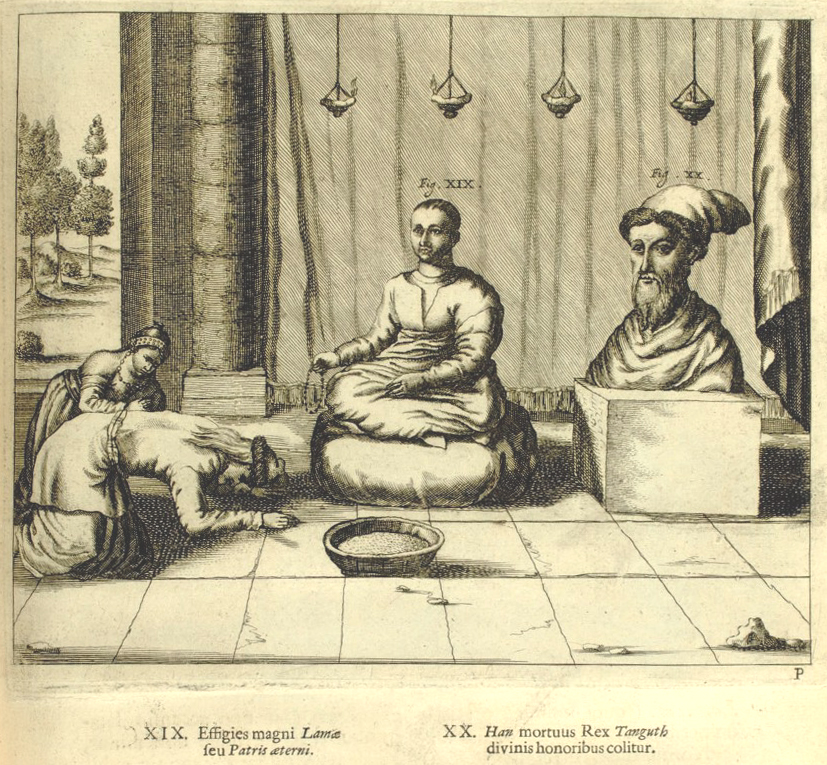
Magni lama, Père céleste adoré des rois de Tartarie Pour Kircher.

Athanasius Kircher, dans son ouvrage La Chine illustrée, explique que dans la grande monarchie Tanguthe, le royaume de Barantola, ou royaume de laſſa adore plusieurs idoles, dont celle qu'on appelle Menipe et qu'on y répète plusieurs fois O Manipe mi hum. Y vivent deux rois, l'un appelé Deva qui fait régner la justice, un autre qui vit oisivement dans son palais, adoré des habitants comme une divinité et dont tous les autres rois de la Tartarie sont sujets, entreprennent des pèlerinages pour couvrir de dons celui qu'ils appellent Père éternel et céleste, couvert d'or, d'argent et de pierreries, élevé sur un lieu éminent et qui est assis sur un duvet.

### Tartarie indépendante
Dans la Tartarie indépendante étaient inclus les actuels Kirghizstan (« Kirgees great horde » sur la carte), Ouzbékistan (« Bucharia » sur la carte, Boukhara est une de ses principales villes actuelles), ainsi qu'une partie des actuels Kazakhstan et Afghanistan.

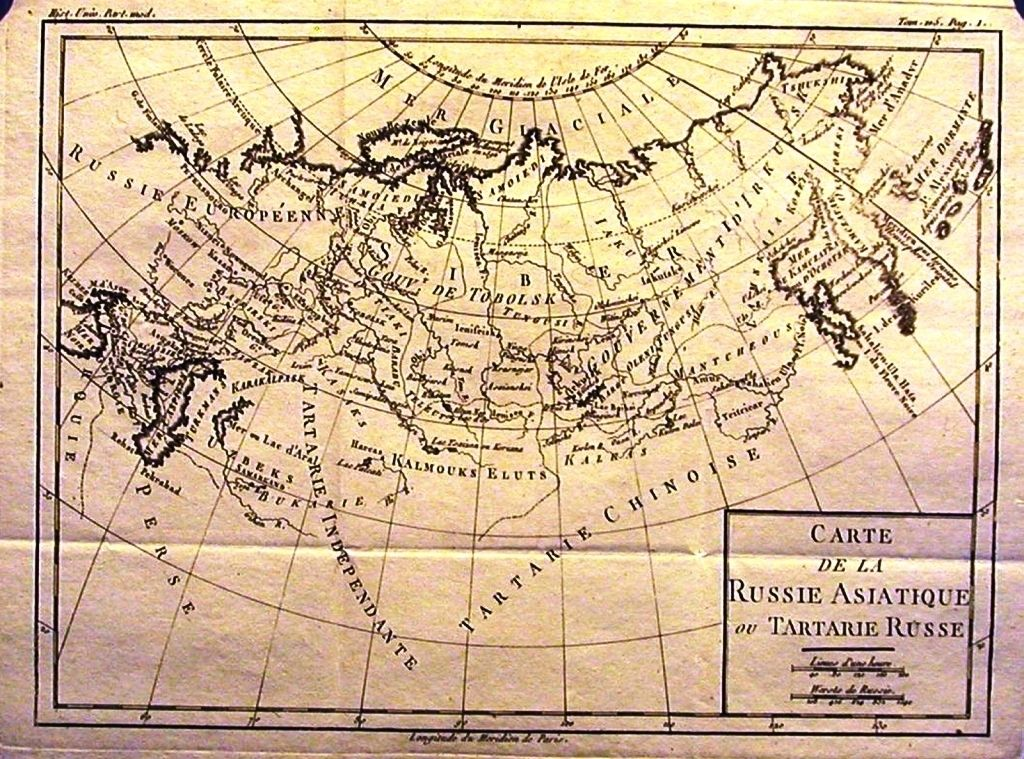
Tartarie russe, Russie asiatique ou Sibérie.

### Tartarie russe
La Tartarie russe est aujourd'hui appelée Sibérie ; elle s'étend de l'Oural à l'Ouest au détroit de Béring à l'Est.

### Petite Tartarie
La petite Tartarie ou Tartarie d'Europe est située sur les pourtours Nord de la mer Noire, Stati del Kam della Piccola Tartaria sur la carte, avec notamment la Tartarie de Crimée, peuplée de Tatars et différents autres khanats à l'Est.